# Смартфонът беглец
„Смартфонът беглец“ е български игрален филм от 2018 година на режисьора Максим Генчев. Сценарий – Златина Филипова, оператор Христо Генков, продуценти - Златина Филипова, Десислава Ковачева, художник - Николай Нинов, Димитър Воденичаров, музика Ник Моралес

## Сюжет
Марко и Ангелина, съученици от гимназията, и по-малкият братовчед на Марко – Филип, опитват да съберат сума, необходима за лечението на братчето на Ангелина. Но събраното от тях е проиграно на комар от бащата на Ангелина, който е малодушен пияница. Отчаянието тласка младежите към търсене на заровеното съкровище на Вълчан войвода. С помощта на необикновения Смартфон на Филип те по магически начин се пренасят във времето на страшните хайдути. В момент, когато животът им там виси на косъм, тримата трябва мълниеносно да се върнат в своето време. Малка грешка при пренасянето отваря портал и за двама от хайдутите – войводата Вълчан и поп Мартин. Попаднали в непознатия за тях свят на бъдещето, те помагат на момчетата да освободят отвлечената от кредиторите на бащата Ангелина, намират заровеното в миналото съкровище, за да помогнат на болното дете, и дават на младежите урок по морал, отговорност и справедливост. .

## Актьорски състав
| Роля       | Изпълнител        |
| ---------- | ----------------- |
| Филип      | Симеон Филипов    |
| Марко      | Матей Генчев      |
|            | Василена Стоянова |
| поп Мартин | Николай Сотиров   |
|            | Горан Гунчев      |
|            | Елена Кунева      |
| Таен агент | Джузепе Яконо     |
|            | Иван Нешев        |
|            | Ивайло Аспарухов  |
| Терминатор | Евгени Будинов    |